# Réflexion totale

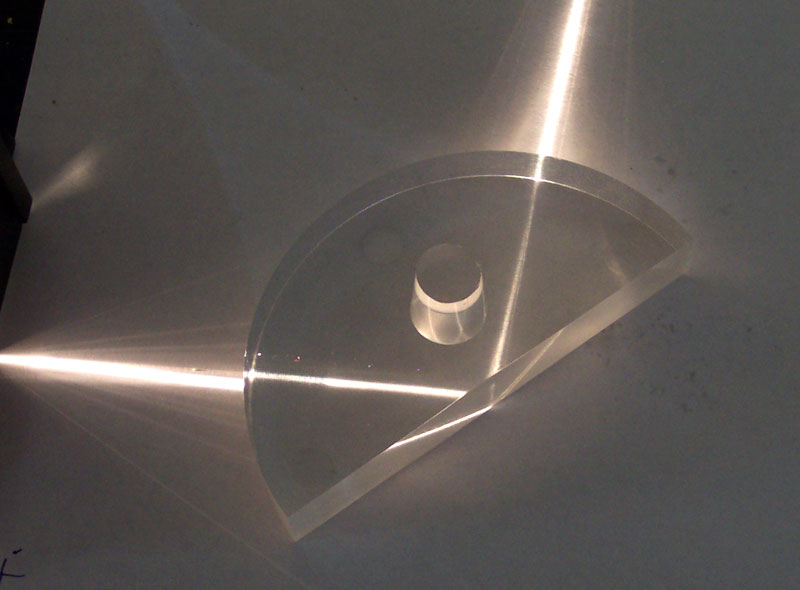
Le rayon est totalement réfléchi.

En optique géométrique, le phénomène de réflexion totale survient lorsqu'un rayon lumineux arrive sur la surface de séparation de deux milieux d'indices optiques différents avec un angle d'incidence supérieur à une valeur critique : il n'y a alors plus de rayon réfracté transmis et seul subsiste un rayon réfléchi. 
Ce phénomène n'intervient que lorsque le rayon lumineux incident se trouve dans un milieu d'indice de réfraction plus grand que l'éventuel rayon réfracté : réfraction de type verre/air par exemple. Ce phénomène est à la base des communications par fibre optique. 

Réflexion et réfraction sur un dioptre d'indices n_{1} et n_{2} (n_{1} > n_{2}). Le faisceau de lumière d'angle Θ_{2} est totalement réfléchi, tandis que celui avec un angle Θ_{1} est réfléchi et réfracté.

Sur le schéma ci-contre, l'angle θ1 est plus petit que l'angle limite et le rayon rouge est à la fois réfléchi et réfracté. Pour le rayon bleu incident selon l'angle θ2 supérieur à l'angle critique, il y a réflexion totale.
La mesure de l'angle limite permet ainsi de connaître le rapport des indices de réfraction des deux matériaux, et si l'un est connu de mesurer l'autre. Ce principe est utilisé dans les réfractomètres.

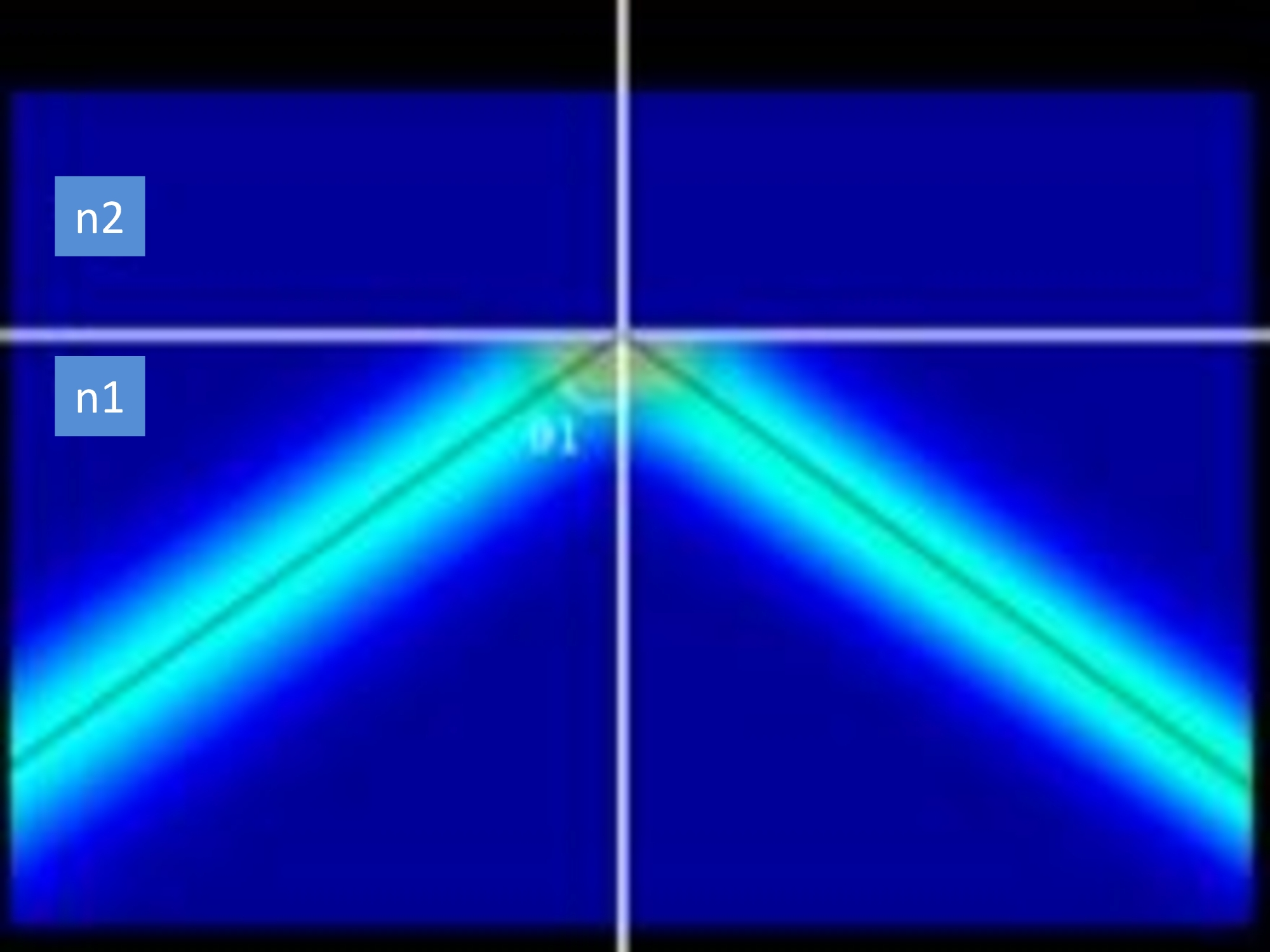
Résultat d'une simulation électromagnétique réalisée avec le programme Moosh montrant un faisceau réfléchi totalement par un dioptre entre deux milieux d'indice et [https://github.com/AnMoreau/Moosh

## Théorie

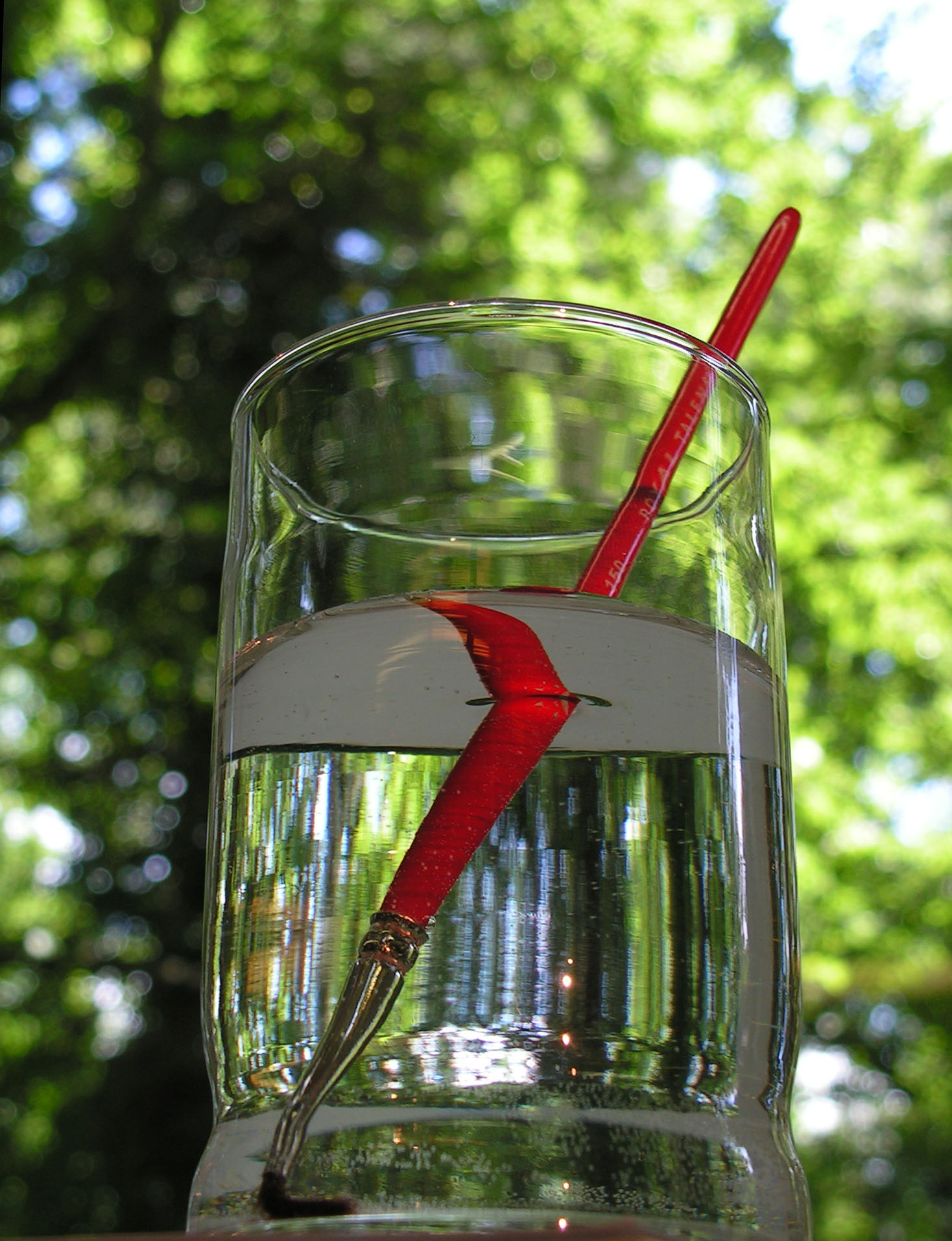
L'effet « miroir » sur la face inférieure du dioptre eau-air (le pinceau est réfléchi) est dû à la réflexion totale de la lumière sur ce dioptre.

### Approche mathématique
On rappelle la loi de Snell-Descartes pour la réfraction :
où {\displaystyle n_{1}} et {\displaystyle n_{2}} sont les indices respectifs des milieux 1 et 2 et {\displaystyle \theta _{1}} et {\displaystyle \theta _{2}} les angles formés avec la normale par respectivement le rayon incident et le rayon réfracté. 
On en déduit l'expression {\displaystyle \sin(\theta _{2})={\frac {n_{1}}{n_{2}}}\cdot \sin(\theta _{1})}
Cette équation possède une solution en {\displaystyle \theta _{2}} si et seulement si le membre de droite est compris entre -1 et +1. On peut donc constater que pour {\displaystyle n_{1}<n_{2}}, cette équation possède toujours une solution en {\displaystyle \theta _{2}}, c'est-à-dire que pour {\displaystyle n_{1}<n_{2}}, il existe toujours un rayon réfracté et il n'y a jamais réflexion totale.
Dans le cas {\displaystyle n_{1}>n_{2}}, l'expression {\displaystyle {\frac {n_{1}}{n_{2}}}\cdot \sin(\theta _{1})} peut prendre des valeurs en dehors de l'intervalle [-1,1] : il n'y a alors pas de rayon réfracté et la réflexion est totale.
La valeur de {\displaystyle \theta _{2}} limite est la valeur pour laquelle {\displaystyle {\frac {n_{1}}{n_{2}}}\cdot \sin(\theta _{1})=1}, et de cette équation on déduit alors l'angle d'incidence {\displaystyle \theta _{1}} limite correspondant :  {\displaystyle \theta _{l}=\arcsin \left({\frac {n_{2}}{n_{1}}}\right)}

### Approche par l'angle limite en transmission
On peut aussi aborder le problème selon une autre approche (qui est en fait équivalente) : à la traversée d'un dioptre d'un indice grand vers un indice plus petit, le rayon réfracté s'écarte de la normale. Plus l'angle d'incidence va être grand, plus le rayon réfracté va s'écarter de la normale, jusqu'à se trouver dans le plan du dioptre. On a alors atteint une limite, à laquelle {\displaystyle \theta _{2}={\frac {\pi }{2}}}. Le rayon réfracté se propageant alors parallèlement au dioptre, on considère que la lumière n'est plus transmise dans le milieu 2. On retrouve ainsi la valeur obtenue avec le premier raisonnement grâce à {\displaystyle \sin(\theta _{l})={\frac {n_{2}}{n_{1}}}\sin({\frac {\pi }{2}})={\frac {n_{2}}{n_{1}}}}.

### Approche électromagnétique
On considère un rayon se propageant dans un milieu d'indice n, par exemple du verre, et rencontrant un dioptre séparant ce milieu de l'air ou du vide.

Le champ électrique s'écrit alors 

avec {\displaystyle \alpha =nk\sin {\theta _{i}}} et {\displaystyle \gamma _{1}=(n^{2}k^{2}-\alpha ^{2})^{1/2}} , {\displaystyle Re(\gamma _{1})>0} et {\displaystyle Im(\gamma _{2})>0} .
Pour une onde se propageant dans le verre, {\displaystyle \gamma _{1}=nk\cos {\theta _{i}}}.

Le champ électrique du rayon dans le milieu 2, ici le vide, vérifie 
avec {\displaystyle \gamma _{2}=(k^{2}-\alpha ^{2})^{1/2}} ,  {\displaystyle Re(\gamma _{1})>0} et {\displaystyle Im(\gamma _{2})>0}.
En incidence oblique, le facteur de transmission de Fresnel vaut {\displaystyle t={\frac {2\gamma _{1}}{\gamma _{1}+\gamma _{2}}}}.

On se place par exemple dans le cas où n=1,5 et {\displaystyle \theta _{i}=\pi /4}, on a alors {\displaystyle n^{2}\sin ^{2}\theta _{i}>1}, de sorte de {\displaystyle \gamma _{2}} est imaginaire pur, et s'écrit {\displaystyle \gamma _{2}=ik{\sqrt {n^{2}\sin ^{2}\theta _{i}-1}}=iIm(\gamma _{2})}

Le champ dans le milieu 2 est alors de la forme : 
.
On a ainsi une décroissance exponentielle du champ dans la direction z : c'est une onde évanescente.
Le facteur de réflexion à l’interface verre-vide vaut {\displaystyle r={\frac {\gamma _{1}-\gamma _{2}}{\gamma _{1}+\gamma _{2}}}}.

Ici {\displaystyle \gamma _{1}} est réel et {\displaystyle \gamma _{2}} est imaginaire pur, de sorte que {\displaystyle \mid r\mid =1} : c'est bien un phénomène de réflexion totale.

On remarque cependant que le champ transmis dans le vide n'est pas nul, mais qu'il décroit de manière exponentielle.

## Onde évanescente, réflexion totale frustrée

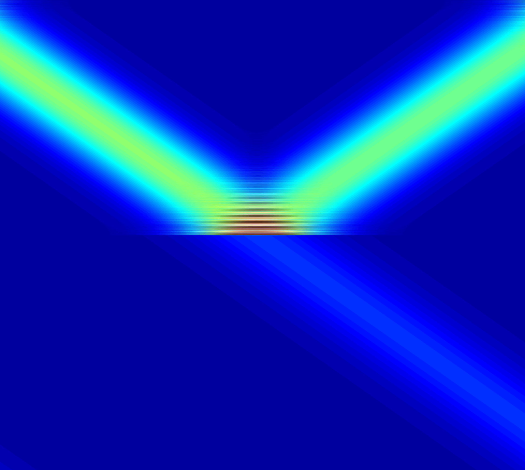
Résultat d'une simulation électromagnétique réalisée avec le programme Moosh montrant une réflexion totale frustrée par un dioptre entre deux milieux d'indice et.

Si la réflexion totale empêche l'existence d'une onde réfractée pouvant se propager dans le milieu le moins réfringent, il y persiste néanmoins une onde qui ne se propage pas, à proximité immédiate du dioptre. Cette onde évanescente a une amplitude décroissant exponentiellement lorsqu'on s'éloigne du dioptre, et elle est indépendante du temps. L'électrodynamique des milieux continus permet son calcul. Ce phénomène est notamment utilisé par le microscope de fluorescence par réflexion totale interne.
Cette onde permet d'obtenir le phénomène de réflexion totale frustrée : en accolant un second dioptre au voisinage du premier, il est possible de récupérer une partie de l'onde évanescente, et tout se passe comme s'il n'y avait pas eu de réflexion totale. En effet, une partie de la lumière est réfractée. Ceci constitue une sorte d'effet tunnel optique.

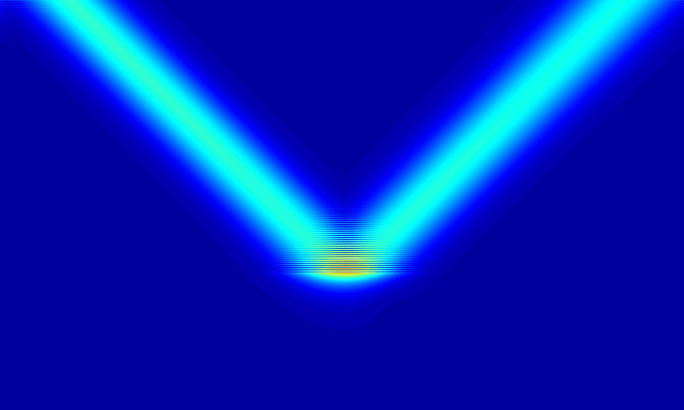
Résultat d'une simulation électromagnétique réalisée avec le programme Moosh montrant une onde évanescente sur une réflexion totale par un dioptre entre deux milieux d'indice et .[https://github.com/AnMoreau/Moosh

La réflexion totale n'est pas immédiate, car l'onde évanescente pénètre un peu dans le milieu avant d'être réfléchie. Le retard induit par cette réflexion dépend de la polarisation de la lumière : on peut ainsi séparer les composantes transverse électrique et transverse magnétique d'un faisceau incident.